# National Rugby League 1931
La New South Wales Rugby Football League de 1931 fue la 24.ª edición del torneo de rugby league más importante de Australia.

## Formato
Los clubes se enfrentaron en una fase regular de todos contra todos, los cuatro equipos mejor ubicados al terminar esta fase clasificaron a la postemporada.
Se otorgaron 2 puntos por el triunfo, 1 por el empate y ninguno por la derrota.

## Desarrollo

### Tabla de posiciones
| Pos. | Equipo                  | Encuentros | Encuentros | Encuentros | Encuentros | Tantos | Tantos | Tantos | Puntos |
| Pos. | Equipo                  | PJ         | PG         | PE         | PP         | F      | C      | Dif    | Puntos |
| ---- | ----------------------- | ---------- | ---------- | ---------- | ---------- | ------ | ------ | ------ | ------ |
| 1    | Eastern Suburbs         | 14         | 12         | 0          | 2          | 339    | 121    | +218   | 24     |
| 2    | South Sydney Rabbitohs  | 14         | 9          | 0          | 5          | 250    | 176    | +74    | 18     |
| 3    | Western Suburbs Magpies | 14         | 9          | 0          | 5          | 220    | 227    | -7     | 18     |
| 4    | St. George Dragons      | 14         | 8          | 0          | 6          | 178    | 183    | -5     | 16     |
| 5    | North Sydney Bears      | 14         | 6          | 0          | 8          | 143    | 198    | -55    | 12     |
| 6    | Newtown Jets            | 14         | 5          | 0          | 9          | 205    | 194    | +11    | 10     |
| 7    | Balmain Tigers          | 14         | 5          | 0          | 9          | 133    | 205    | -72    | 10     |
| 8    | Sydney University       | 14         | 2          | 0          | 12         | 135    | 299    | -164   | 4      |

|  | Postemporada. |

### Postemporada

#### Semifinales
| 21 de agosto | South Sydney Rabbitohs | 16 - 5 | St. George Dragons |  |  |

| 29 de agosto | Eastern Suburbs | 8 - 10 | Western Suburbs Magpies |  |  |

#### Final Preliminar
| 5 de septiembre | South Sydney Rabbitohs | 17 - 3 | Western Suburbs Magpies |  |  |

#### Final
| 12 de septiembre | Eastern Suburbs | 7 - 12 | South Sydney Rabbitohs | Sydney Sports Ground, Sídney    |  |
|                  |                 |        |                        | Asistencia: 27.104 espectadores |  |

| Bandera de Australia           |
| Campeón South Sydney Rabbitohs |
| Décimo título                  |